# William Greggan
William Greggan (Kirkcudbright, Dumfries i Galloway, 5 de desembre de 1882 – Nova Zelanda, 7 de febrer de 1976) va ser un esportista escocès que va competir a principis del segle xx.
El 1908 va prendre part en els Jocs Olímpics de Londres, on guanyà la medalla de plata en la prova del joc d'estirar la corda formant part de l'equip Liverpool Police.